# Clàudia Pulcra Major
|  | Aquest article tracta de la filla gran d'Api Claudi Pulcre, cònsol el 54 aC. Per altres personatges, vegeu Clàudia Pulcra |

Clàudia Pulcra Major (llatí: Claudia Pulchra Maior) fou la filla gran d'Api Claudi Pulcre, cònsol el 54 aC i germà gran de Publi Clodi Pulcre. Rebia aquest nom per distingir-la de la seva germana petita, Clàudia Pulcra Menor.
Fou la primera muller de Marc Juni Brutus, el més famós dels assassins de Juli Cèsar. Aquest matrimoni era molt útil al pare de Clàudia, car Brutus era molt ric i li permetia aliar-se amb Cató el Jove, dirigent dels optimats, atès que era oncle de Brutus. Quan el pare de Clàudia fou acusat de suborn per Publi Corneli Dolabel·la el 50 aC, Brutus era part de la facció que va ajudar a la seva absolució. El 45 aC Brutus va divorciar-se de Clàudia, sense declarar les seves raons, per poder-se casar amb Pòrcia Cató, que era la filla de Cató.